# Robert Licu
Robert Ioan Licu (n. 7 mai 1969) este un fost handbalist român și actual antrenor al echipei de handbal feminin CS Rapid București. Licu a fost component al echipe naționale a României, alături de care a participat la Jocurile Olimpice de vară din 1992 și a obținut medalia de bronz la Campionatul Mondial din 1990.
Aruncător de mână stângă, Robert Licu a evoluat pe postul de inter dreapta.

## Carieră
După medalia de bronz obținută la Campionatul Mondial din 1990, Licu a făcut parte din echipa României care a participat la Olimpiada din 1992. Robert Licu a jucat în toate cele șase meciuri și a înscris 30 de goluri, terminând pe locul 4 în clasamentul marcatorilor, în timp ce România s-a clasat pe locul 8.
În 1993, după Jocurile Olimpice de la Barcelona, Licu s-a transferat la SC Magdeburg, în Handball Bundesliga, unde a rămas până în 1998 și a jucat un rol cheie în câștigarea Cupei DHB în 1996. Robert Licu s-a transferat apoi la ThSV Eisenach și SV Post Schwerin, iar în 2003 a revenit la SC Magdeburg, unde l-a înlocuit pe Ólafur Stefánsson.
În total, Robert Licu a jucat pentru România în 243 de meciuri oficiale, în care a înscris 1054 de goluri, fiind al doilea marcator din istoria echipei naționale după Vasile Stîngă.
La sfârșitul carierei active de jucător, Robert Licu a devenit antrenor pentru categoriile de juniori E, D și C la SC Magdeburg și SV Post Schwerin. Între anii 2007 și 2009 a activat în Federația Română de Handbal (FRH) ca antrenor federal pentru juniori. În 2009 a candidat pentru postul de președinte al FRH, dar a pierdut în fața lui Cristian Gațu, care a fost reales în funcție.
În 2011 și 2013 a fost antrenor al echipei masculine CSM București, iar în 2014 antrenorul secund al echipei naționale de handbal masculin a României. În februarie 2018 a candidat din nou pentru postul de președinte al FRH, fiind întrecut la voturi de președintele în exercițiu Alexandru Dedu și de fosta handbalistă Narcisa Lecușanu.
În noiembrie 2018 a devenit antrenorul echipei feminine de handbal a clubului Rapid București.

## Palmares
Club
- Liga Națională:
  - Câștigător: 1992, 1993

- Cupa României:
  -  Câștigător: 1988, 1991

- Cupa DHB:
  -  Câștigător: 1996[12]

- Supercupa DHB:
  -  Câștigător: 1996

Echipa națională
- Campionatul Mondial:
  -  Medalie de bronz: 1990

- Campionatul Mondial Universitar:
  -  Medalie de argint: 1990[13]

- Trofeul Carpați:
  -  Câștigător: 1991, 1995

## Familie
Robert Licu este fiul dublului campion mondial și fostului antrenor al SC Magdeburg Gheorghe „Ghiță” Licu.